# Doctor Portuondo
Doctor Portuondo és una sèrie de televisió espanyola del 2021, dirigida per Carlo Padial per a Filmin.

## Sinopsi
El protagonista d'aquesta història és un jove que acaba de començar a anar a un psicòleg per treballar les seves preocupacions i traumes personals. Sartre, Freud, psicoanàlisi... aquests són els eixos principals de la narració que apareixen als crèdits inicials de la sèrie de televisió. El protagonista parla de les seves fòbies a Portuondo, un professional de la salut mental. Li menciona el sexe, la violència, la filosofia i l'espiritualitat. Són temes que li donen maldecaps, i els creadors els tracten amb un toc còmic.

## Repartiment
- Elisabet Casanovas
- Olivia Delcán: Estela
- Jorge Perugorría: Doctor Portuondo
- Berto Romero
- David Pareja
- Liliana Cabal: secretària
- Nacho Sánchez
- Arturo Valls
- Llimoo
- Judit Martin
- Carles Gras: malalt